# Wildstrubel
Wildstrubel – szczyt w Alpach Berneńskich, części Alp Zachodnich. Leży w Szwajcarii w kantonach Valais i Berno. Należy do głównego łańcucha Alp Berneńskich. Można go zdobyć ze schroniska Mutthornhütte (2901 m) lub Schmadrihütte (2262 m). Góra ma trzy wierzchołki:
- zachodni – 3243 m (Wildstrubel lub Lenkerstrubel),
- centralny – 3243 m,
- wschodni – 3242 m (Adelbodnerstrubel lub Grossstrubel).

Pierwszego odnotowanego wejścia dokonali Leslie Stephen, T.W. Hinchliff i Melchior Anderegg 11 września 1858 r.